# سبورتنج (حي)
سبورتنج هي منطقة سكنية تابعة لشياخة سيدي جابر بحي شرق بمدينة الإسكندرية في مصر، سُميت بهذا الاسم نسبة إلى نادي سبورتنج الموجود بها.

## أهم المعالم
- مستشفى الطلبة سبورتنج.[3]
- نادي الإسكندرية الرياضي.
- شوارع بورسعيد، والدلتا.